# Maria Alexandrova
Pour les articles homonymes, voir Alexandrova.
Maria Alexandrova (en russe : Мария Александрова), née à Moscou le 20 juillet 1978 , est une danseuse russe, étoile au sein du Ballet du Bolchoï.

## Biographie
Elle entre à l'école de la compagnie à l'âge de neuf ans, et obtient son diplôme de fin de cycle en interprétant le « grand pas » de Paquita et Grand pas classique de Victor Gsovsky. Avec cette dernière variation, elle remporte également la médaille d'or du Concours international de ballet de Moscou, en 1997.
Aussitôt engagée dans la compagnie du Théâtre Bolchoï, elle étudie sous la direction de Tatiana Golikova, Nikolaï Fadeïetchev et Boris Eifman, et fait ses preuves sur scène dans de petits solos où elle exprime ses qualités. Très appréciée pour ses qualités athlétiques et son charisme hérités de la tradition du Ballet du Bolchoï, elle est choisie pour créer de nombreux rôles, notamment celui de Jeanne dans Les Flammes de Paris en 2008, de Swanilda dans Coppélia et d'Esmeralda dans le ballet éponyme, en 2009. Elle est également de toutes les tournées de la compagnie, en France, au Royaume-Uni ou encore aux États-Unis, et est invitée par l'Opéra de Paris pour danser le rôle principal de Raymonda en décembre 2008. La qualité de sa technique (notamment sur le plan de la saltation) et son tempérament fougueux en font l'interprète idéale des ballets de caractère, à l'instar de Don Quichotte.
En 2004, elle remporte le Masque d'or de la meilleure danseuse pour sa prestation dans Le Clair Ruisseau, une chorégraphie d'Alexeï Ratmansky, arrivé en début d'année à la direction de la compagnie du Bolchoï, et dont le premier geste aura été de la nommer principale (c'est-à-dire danseuse étoile). Un an plus tard, la fédération de Russie lui décerne le titre d' artiste émérite. En 2010, elle est nommée au Prix Benois de la danse pour son interprétation de Gamzatti dans La Bayadère et du rôle-titre d'Esmeralda.
Le 24 avril 2009, Maria Alexandrova reçoit des mains du président russe la distinction d'artiste du peuple de la fédération de Russie, la plus haute récompense décernée à un artiste.
Le 2 février 2017, Maria Alexandrova annonce sa démission du ballet du Bolchoï, depuis son compte Instagram.
Maria Alexandrova démissionne du Ballet du Bolchoï

## Répertoire
- Giselle : Miyrtha, Giselle
- Don Quichotte : Kitri, Danseuse des Rues, une Dryade, une demoiselle d'honneur
- La Belle au bois dormant : Aurore, Fée Lilas, Fée Violente, une demoiselle d'honneur
- Chopiniana : Mazurka, Onzième Valse
- La Fille du pharaon : Aspicia, Ramzé, Fleuve Congo
- Le Clair Ruisseau : Danseuse Classique
- Le Lac des cygnes : Odette - Odile, Fiancée Espagnole, une amie du Prince
- Spartacus : Aegina
- Roméo et Juliette : Juliette, une amie de Juliette
- La Sylphide : La Sylphide
- La Bayadère : Gamzatti, Nikiya
- Coppélia : Swanilda
- Raymonda : Raymonda (dansé également à l'Opéra de Paris en décembre 2008), Clémence
- Le Songe d'une nuit d'été : Hermia
- La Légende de l'amour : Mekhmene Banu
- Carmen Suite : Carmen
- Le Corsaire : Medora
- Les Flammes de Paris : Jeanne
- Esmeralda : Esmeralda
- The Bright Stream: Ballerina

## Filmographie
- La Fille du pharaon, avec Svetlana Zakharova et Sergueï Filine, ainsi que les danseurs du Théâtre Bolchoï (chorégraphie de Marius Petipa remontée par Pierre Lacotte)